# Adivar (cràter)
Adivar és un cràter d'impacte en el planeta Venus de 30,3 km de diàmetre. Porta el nom de Halide Edip Adıvar (1883-1964), escriptora turca, i el seu nom va ser aprovat per la Unió Astronòmica Internacional el 1991.
El cràter està situat al nord de la part occidental de l'altiplà Afrodita.
El material ejectat que envolta el cràter apareix brillant a la imatge del radar a causa de la presència de roca fracturada rugosa. També s'ha vist afectada per l'impacte una àrea molt més àmplia, particularment cap a l'oest del cràter. Els materials brillants de radar, incloent una ratlla tipus jet, a l'oest del cràter, s'estenen per més de 500 km a través de les planes circumdants.
Una ratlla més fosca, en forma de ferradura o paraboloide, envolta la zona lluminosa. Les ratlles paraboloides de radar fosques (és a dir, suaus) es van observar al voltant dels cràters en imatges anteriors del sobrevol de la sonda espacial Magallan, però aquesta és una ratlla brillant i poc freqüent. Aquestes ratlles inusuals, només vistes a Venus, es creuen que resulten de la interacció dels materials del cràter (el meteorit, l'ejecció o els dos) i els vents d'alta velocitat a l'atmosfera superior.
El mecanisme precís que produeix les ratlles és poc entès, però és evident que l'atmosfera densa de Venus té un paper important en la distribució del material expulsat.